# 艾格勒蒙
艾格勒蒙（法語：Aiglemont，法語發音：[ɛɡləmɔ̃]）是法国大東部大區阿登省的一个市镇，属于沙勒维尔-梅济耶尔区。20世纪初，当地建有无政府主义新村，1908年当时仍为无政府主义者的中国政治活动家张继前往法国，为了实践无政府主义理想，张继亲自前往艾格勒蒙的无政府新村体验无政府主义者的生活，但经过仔细体会后认为无政府主义在现实世界是无法实现的，于是决心放弃。

## 地理
艾格勒蒙（49°46'53"N, 4°45'57"E）面积8.85 平方千米，位于法国大東部大區阿登省，该省份为法国北部内陆省份，西接埃纳省，南至马恩省，东临默兹省，北与比利时接壤。
与艾格勒蒙接壤的市镇（或旧市镇、城区）包括：沙勒维尔-梅济耶尔、拉格朗维尔、蒙西圣母村、讷夫马尼勒、努宗维尔。

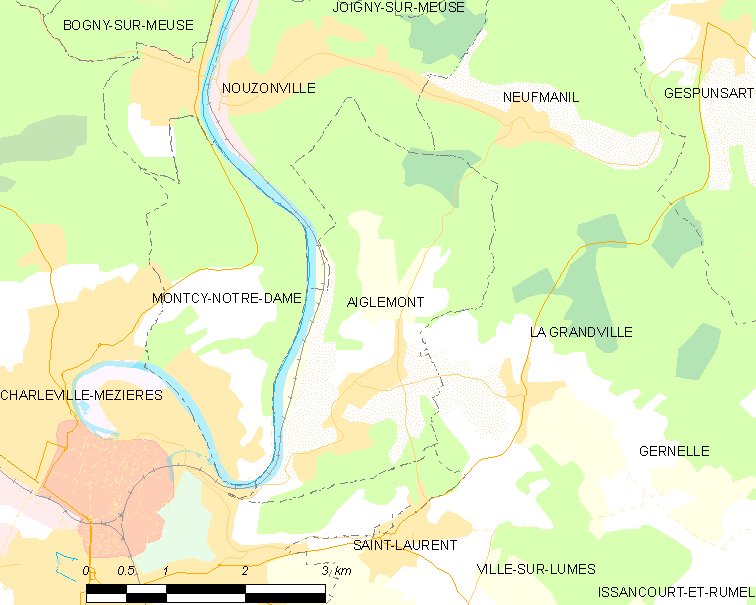
艾格勒蒙的OSM定位图

艾格勒蒙的时区为UTC+01:00、UTC+02:00（夏令时）。

## 行政
艾格勒蒙的邮政编码为08090，INSEE市镇编码为08003。

## 政治
艾格勒蒙所属的省级选区为维莱-瑟默斯县。

## 人口

1962-2008年间艾格勒蒙人口变化图示

艾格勒蒙于2022年1月1日时的人口数量为1675人。